# Sadalsuud
Sadalsuud (Beta Aquarii, β Aquarii, β Aqr) je žlutý veleobr, nejjasnější hvězda v souhvězdí Vodnáře vzdálená asi 540 světelných let od Země.

## Název
β Aquarii je Bayerovo označení hvězdy. Tradiční název Sadalsuud pochází z arabského سعد السعود sa‘d al-su‘ūd, „nejšťastnější ze šťastných“.

## Vlastnosti
Sadalsuud je nejjasnější hvězda souhvězdí Vodnáře s hvězdnou velikostí 2,89 a spektrální třídou G0Ib. Od roku 1943 je používána jako jeden ze stabilních bodů, podle kterých jsou klasifikovány ostatní hvězdy. Hvězda má 6 až 6,5 hmotnosti Slunce, 50násobný poloměr a 2 300 násobek sluneční zářivosti. Odhadovaná povrchová teplota je 5 700 K, tedy podobná jako u Slunce.
Sadalsuud se při pohledu pouhým okem jeví jako jedna hvězda, ovšem dalekohledem lze spatřit dva slabé optické průvodce. První z nich má zdánlivou hvězdnou velikost 11,0 a druhý 11,6. Od roku 2008 neexistují žádné definitivní důkazy, že tyto tři hvězdy tvoří trojhvězdný systém, a mise Gaia Data Release 2 ukazuje, že oba průvodci jsou přibližně dvakrát tak vzdáleni od β Aquarii a všechny tři hvězdy mají velmi rozdílné vlastní pohyby.